# Halmstads församling, Lunds stift
Halmstads församling var en församling i Lunds stift och i Svalövs kommun. Församlingen uppgick 2006 i Kågeröd-Röstånga församling.

## Administrativ historik
Församlingen har medeltida ursprung.
Församlingen var till 1962 moderförsamling i pastoratet Halmstad och Sireköpinge. Från 1962 till 2006 annexförsamling i pastoratet Kågeröd, Stenestad som Halmstad som från 1995 även omfattade Röstånga församling, Konga församling och Asks församling. Församlingen uppgick 2006 i Kågeröd-Röstånga församling.

## Kyrkobyggnader
- Halmstads kyrka

## Series pastorum
Kyrkoherdar
- Erik Daniel Kidron 1823-1846
- Lars Niklas Mellquist 1847-1848
- Johannes Wallinder 1886-1906
- Reinhold Cervin 1906-1940
- Uno Almgren 1940-1945